# Ried-Brig
Ried-Brig é uma comuna da Suíça, no Cantão Valais, com cerca de 1.860 habitantes. Estende-se por uma área de 47,53 km², de densidade populacional de 39 hab/km². Confina com as seguintes comunas: Briga-Glis (Brig-Glis), Grengiols, Simplon, Termen, Varzo (IT-VB), Zwischbergen. 
A língua oficial nesta comuna é o Alemão.